# Oates-Canyon
Koordinaten: 68° 0′ S, 164° 30′ O
Der Oates-Canyon ist ein Tiefseegraben in der Somow-See vor der Oates-Küste des ostantarktischen Viktorialands. Er verläuft östlich der Iselin Bank.
Die im Juni 1988 durch das Advisory Committee on Undersea Features (ACUF) anerkannte Benennung erfolgte in Anlehnung an diejenige der gleichnamigen Küste. Deren Namensgeber ist der britische Polarforscher Lawrence Oates (1880–1912).